# Lombard (Illinois)
Lombard es una villa ubicada en el condado de DuPage en el estado estadounidense de Illinois. En el Censo de 2010 tenía una población de 43165 habitantes y una densidad poblacional de 1.594,69 personas por km².

## Geografía
Lombard se encuentra ubicada en las coordenadas 41°52′26″N 88°0′56″O / 41.87389, -88.01556. Según la Oficina del Censo de los Estados Unidos, Lombard tiene una superficie total de 27.07 km², de la cual 26.55 km² corresponden a tierra firme y (1.9%) 0.52 km² es agua.

## Demografía
Según el censo de 2010, había 43165 personas residiendo en Lombard. La densidad de población era de 1.594,69 hab./km². De los 43165 habitantes, Lombard estaba compuesto por el 80.74% blancos, el 4.56% eran afroamericanos, el 0.13% eran amerindios, el 9.77% eran asiáticos, el 0.01% eran isleños del Pacífico, el 2.88% eran de otras razas y el 1.92% pertenecían a dos o más razas. Del total de la población el 8.08% eran hispanos o latinos de cualquier raza.